# Tory Channel
Der Tory Channel ist ein versunkenes Tal und einer der Marlborough Sounds im Norden der Südinsel Neuseelands.
Der Sund wurde nach der „Tory“, einem Schiff, das 1840 britische Siedler nach Wellington brachte, benannt. Er liegt südlich von Arapawa Island und trennt diese Insel vom Festland ab. An seinem Westende ist der Tory Channel mit dem größeren Queen Charlotte Sound verbunden, den er etwa auf halber Länge trifft. Am Ostende mündet der Kanal in die Cookstraße.
Die Fährstrecke des „Interislander“ zwischen Wellington auf der Nordinsel und Picton verläuft durch den Tory Channel.
Erosion, die den Fähren (besonders neuen Schnellfähren, die jetzt nicht mehr verkehren) zugeschrieben wird, hat zu Geschwindigkeitsbeschränkungen geführt.
Einer von zwei Kandidaten für den östlichsten Punkt der Südinsel (neben Cape Campbell) liegt an der Zufahrt zum Tory Channel, er heißt West Head.